# Brunryggad frossmygga
Brunryggad frossmygga, Anopheles algeriensis är en tvåvingeart som beskrevs av Theobald 1903. Anopheles algeriensis ingår i släktet Anopheles och familjen stickmyggor. Inga underarter finns listade i Catalogue of Life.
Hittades för första gången i Sverige på Gotland 2012 i samband med en insamling av stickmyggor som initierats av Statens veterinärmedicinska anstalt.
Artens svenska namn är sedan juni 2016 Brunryggad frossmygga.
Bakgrunden är att ArtDatabanken i Uppsala givit uppdraget åt myggforskaren Anders Lindström, Statens veterinärmedicinska anstalt, att ta fram svenska namn på alla svenska stickmyggarter. Lindströms beslut om svenska namn för landets 49 olika arter stickmyggor presenterades i juni 2016.
Alla arter malariamyggor (Anopheles) har fått sina nya svenska namn från det gamla svenska ordet på dem, frossmygga. Lindström har sagt att han medvetet valt att ha ett mindre laddat namn än om de skulle innehållit begreppet malaria, eftersom även om vi hade malaria i Sverige fram till 1930-talet så är risken för smittspridning nu minimal. 
Till skillnad från en annan frossmygga, A. claviger, är ryggen jämnt brun vilket är bakgrunden till det nya svenska namnet.